# HathiTrust
HathiTrust Digital Library är ett digitalt bibliotek grundat 2008 som innehåller över 17 miljoner verk (2021) inskannade av Google Books och Internet Archive, samt av lokala bibliotek (huvudsakligen i Nordamerika, men även i Australien, Nya Zeeland, Europa och Israel). University of Michigan är värd för projektet.
Målsättningen är att bidra till forskning och allmänbildningen genom att i samarbete samla, organisera, bevara, förmedla och dela källor till mänsklighetens kunskap.

## Etymologi
"Hathi" (हाथी) betyder elefant på hindi (jämför "överste" Hathi i Djungelboken) och syftar på elefantens långa och goda minne.